# Барсхан (город)
Барсхан, Барскан, Верхний Барсхан, Барсган — названия средневекового города и территории на реке Барскоун (юго-восточное побережье Иссык-Куля). Первые сведения о Барсхане встречаются в трудах Ибн Хордадбеха (IX век), где упоминаются города и населённые пункты вдоль торгового пути между Восточным и Западным Туркестаном, сообщается о расположении Нижнего Барсхана около города Тараз и о Верхнем Барсхане на южном побережье Иссык-Куля. В трудах персидского историка Махмуда Гардизи (XI век), Верхний Барсхан является центром территории карлукских племен. Его правитель носил титул «манана», в некоторых источниках — «тебин Барсхан». Образовавшись в VIII веке, Верхний Барсхан просуществовал до XIII века (до нашествия Чингиз-хана). Период расцвета между X и XII веками. Являлся крупным торговым центром на Великом Шёлковом пути.
Название города сохранилось в топонимах Барскоон (Барской, Барскаун), Барскоун.